# Chráněná území v okrese Česká Lípa
Chráněná území v okrese Česká Lípa jsou výčtem všech typů chráněných území na území okresu Česká Lípa. Zákonnou úpravou všech typů chráněných území v České republice se zabývá několikrát novelizovaný Zákon č. 114/1992 Sb. o ochraně přírody a krajiny. Zákon mj. definuje druhy chráněných území. Seznam lokalit se mění, vyvíjí a má na něj vliv i změna hranic okresu.

## Historický vývoj
Na území okresu platily i v oblasti životního prostředí (dále jen ŽP) stejné zákony a předpisy, jako v celém Československu. Roku 1956 vstoupil v platnost zákon č. 40/1956 Sb., který nově určil názvy i náplň kategorií ŽP. Na Českolipsku vláda v Praze, případně Okresní národní výbor v České Lípě vyhlásily lokality Státní přírodní rezervace (SPR), Chráněná naleziště (CHN), Chráněné studijní plochy (CHSP), Chráněný přírodní výtvor (CHPV) či Chráněná přírodní památka (CHPP). Vývoj značně ovlivnilo obsazení ČSSR našimi i sovětskými vojsky, na značné části okresu vznikl Vojenský prostor Ralsko, kam pravomoc nově vznikajících CHKO nezasahovala. V roce 1992 byl vydán nový zákon České národní rady č. 114/1992 Sb. a následně vyhláška Ministerstva životního prostředí ČR, který předchozí zákon z roku 1956 nahradil. Změnilo se i označení řady kategorií a vznikly nové, případně dostaly odlišné pojetí. Mnohé byly zařazeny do nadnárodních pojmů dle Ramsarské úmluvy, do systému Natura 2000. Po vzniku České republiky docházelo ke změnám i ve státní správě, zanikl ONV České Lípa, změnila se ministerstva i systém vyhlašování chráněných území. Došlo i ke změně hranic okresu, když Jablonné v Podještědí s okolím přešlo pod okres Liberec.

## Velkoplošná území
Do českolipského okresu nezasahuje žádný ze čtyř národních parků České republiky, zato hned tři chráněné krajinné oblasti, vesměs založené v letech 1975–1976. 
- CHKO Lužické hory ze severu, sídlo má v Jablonném v Podještědí, zasahuje do dvou krajů, tří okresů.
- CHKO České středohoří ze západu, sídlí v Litoměřicích[1] zasahuje územím do dvou krajů a sedmi okresů
- CHKO Kokořínsko – Máchův kraj z jihu a východu, zasahuje do dvou krajů. Hlavní sídlo správy CHKO je v Mělníku[2],  s pobočkou v Doksech.

Tedy žádná z nich zatím nemá sídlo správy v českolipském okrese. Připravuje se radikální změna, značné plošné rozšíření u CHKO Kokořínsko, jejíč centrála bude v Doksech a změní se i název.

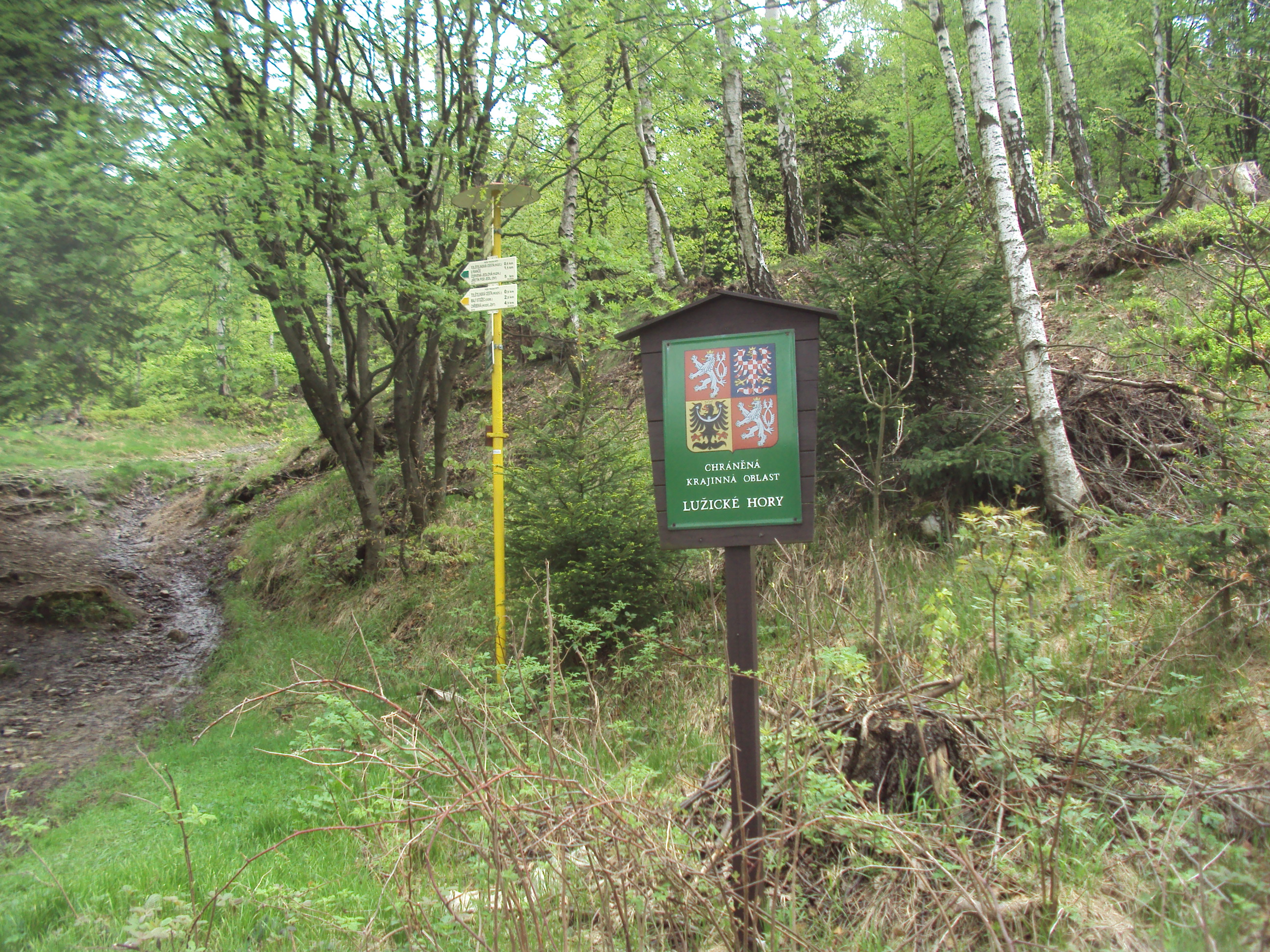
Tabule CHKO Lužické hory
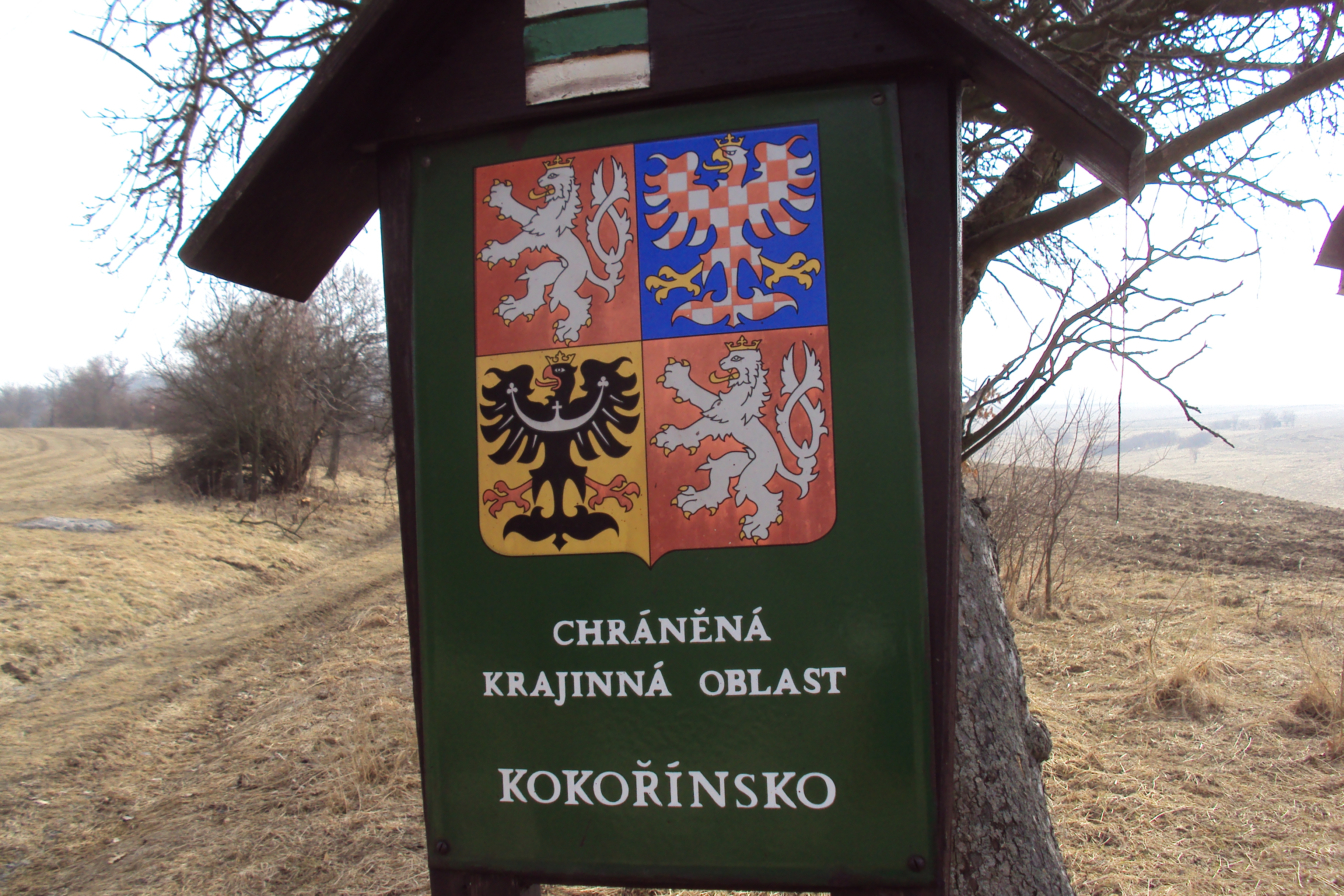
Tabule CHKO Kokořínsko
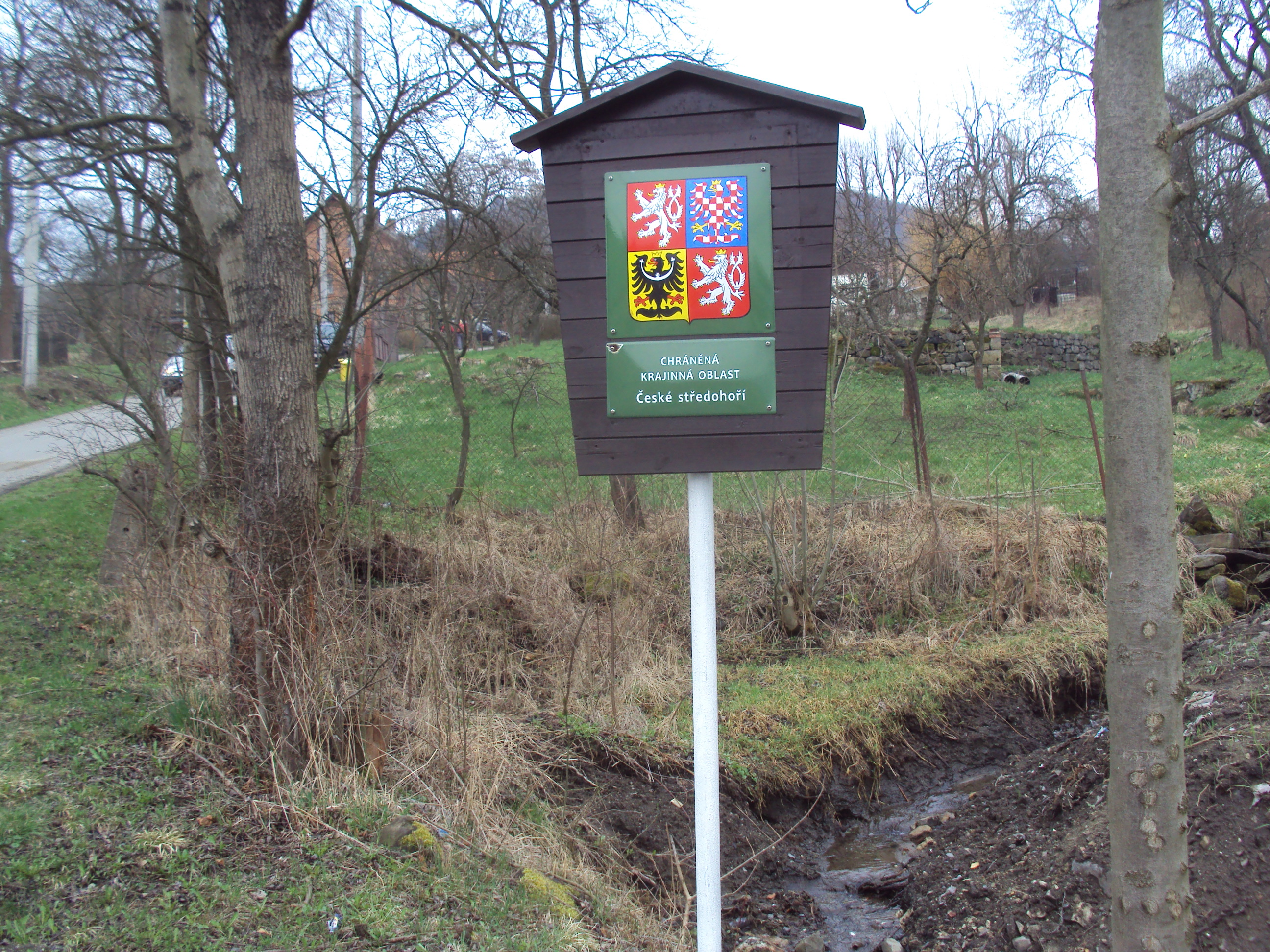
Tabule CHKO České středohoří

## Maloplošná chráněná území
Jsou zde všechny jejich typy a péči o ně si správy všech tří CHKO rozdělily. Výjimkou je řada chráněných lokalit na území bývalého Vojenského prostoru Ralsko. Celkem jsou v okrese (stav 2012) 4 národní přírodní rezervace, 4 národní přírodní památky, 9 přírodních rezervací a 32 přírodních památek. Není zde žádný přírodní park.

### Národní přírodní rezervace NPR
- Novozámecký rybník – CHKO Kokořínsko, jižně od České Lípy
- Břehyně – Pecopala – CHKO Kokořínsko, poblíž Máchova jezera
- Jezevčí vrch – CHKO Lužické hory, východně od České Lípy a Cvikova
- Velký a Malý Bezděz – Vojenské lesy, poblíž Máchova jezera

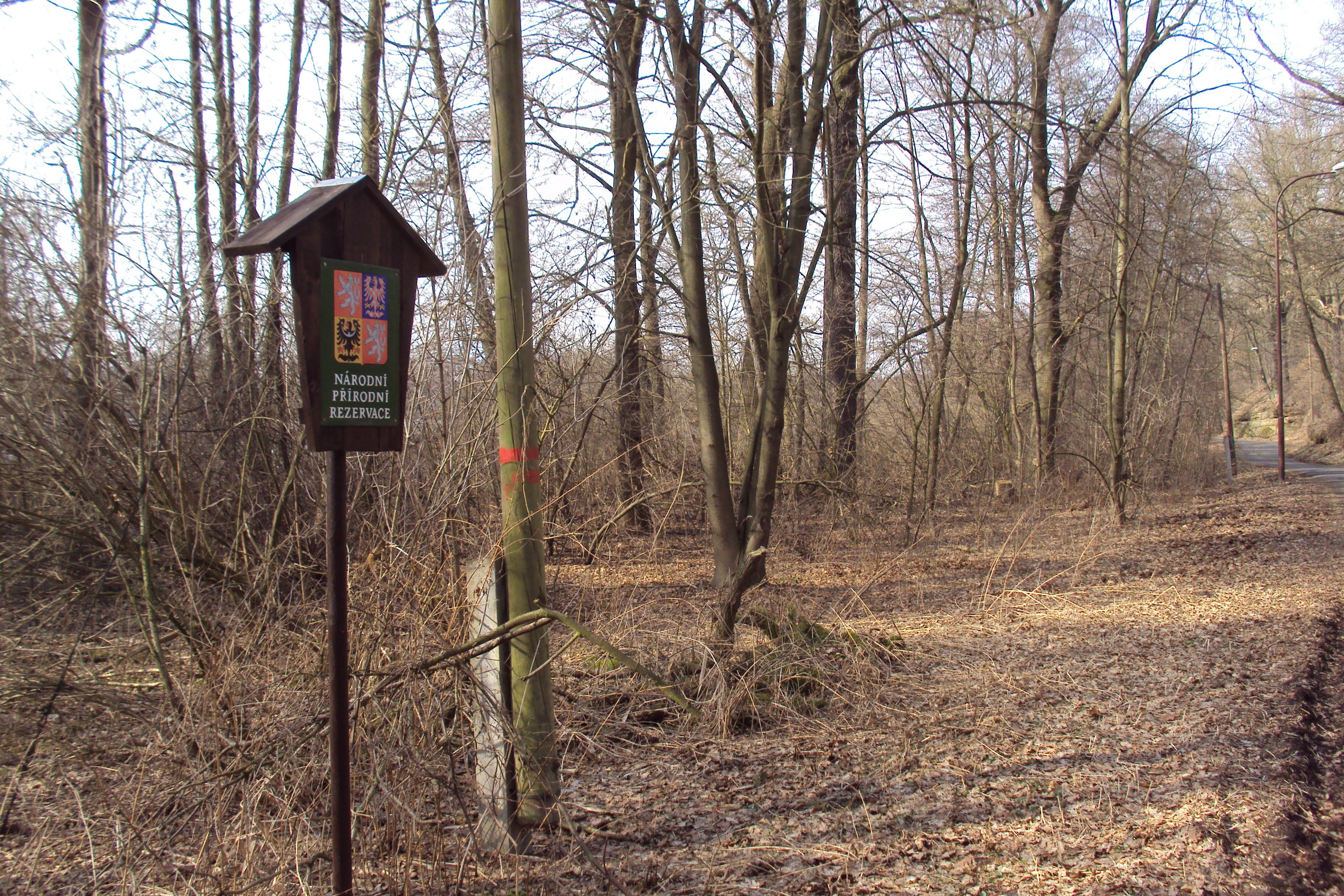
NPR Novozámecký rybník
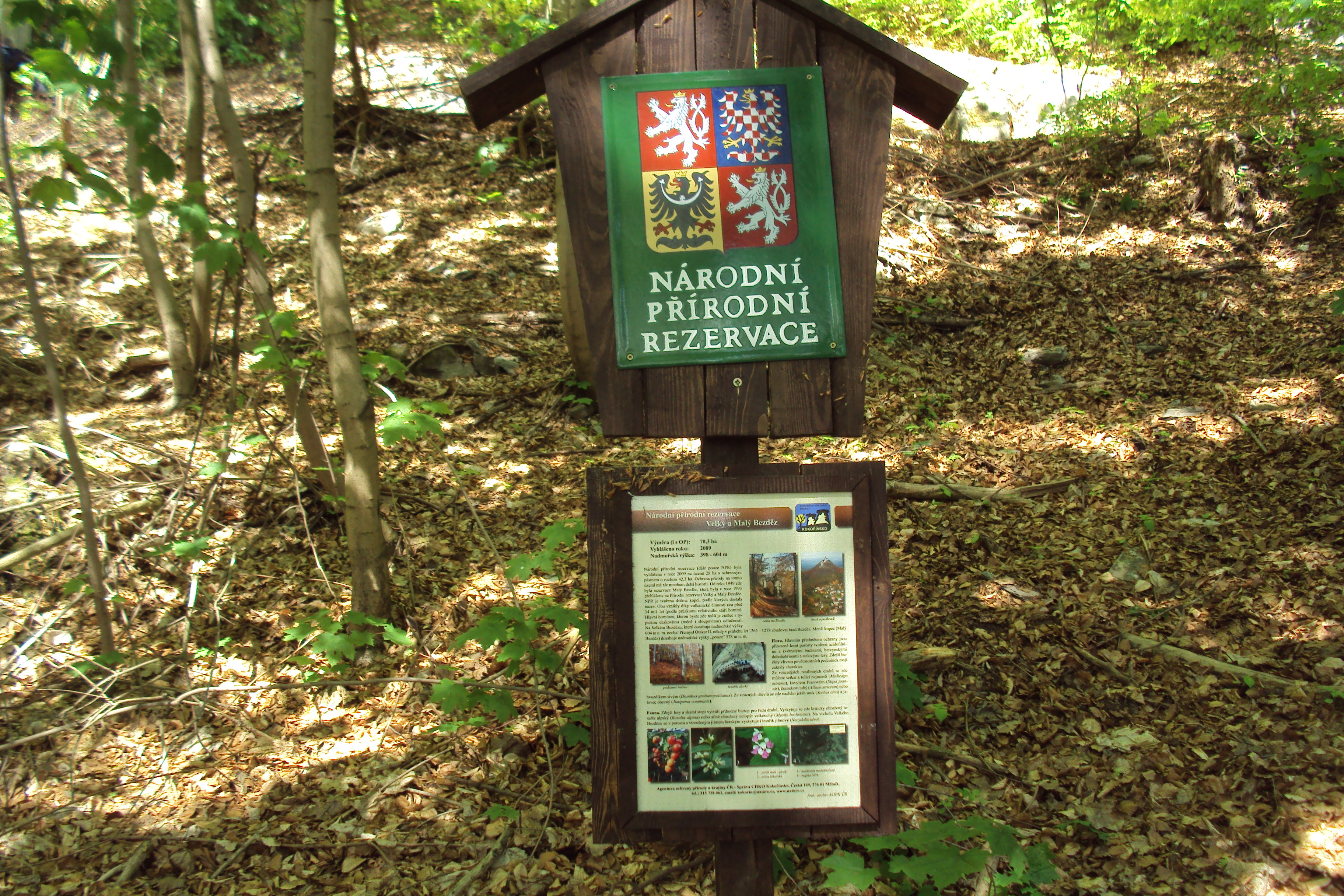
NPR Velký a Malý Bezděz
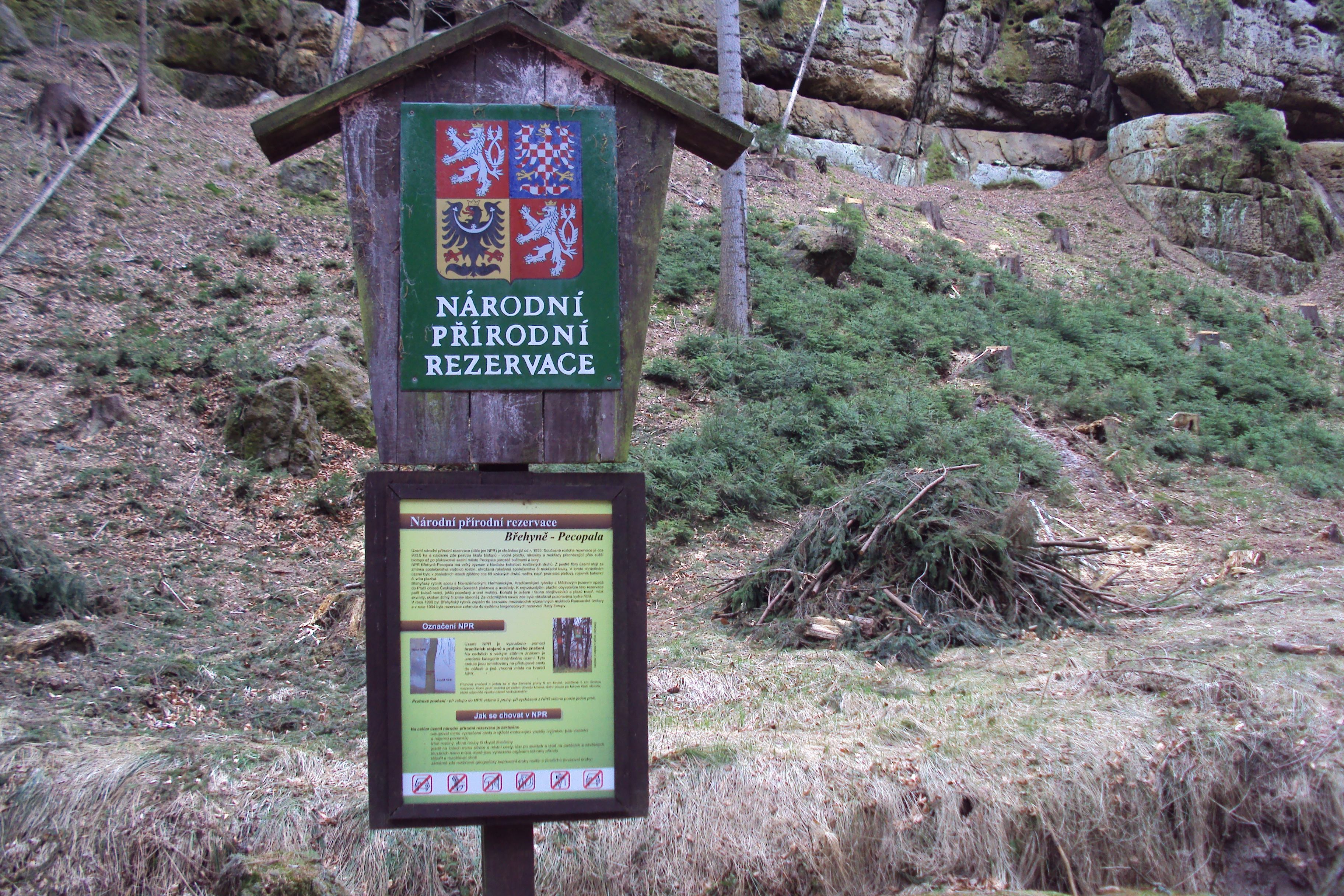
NPR Břehyně Pecopata
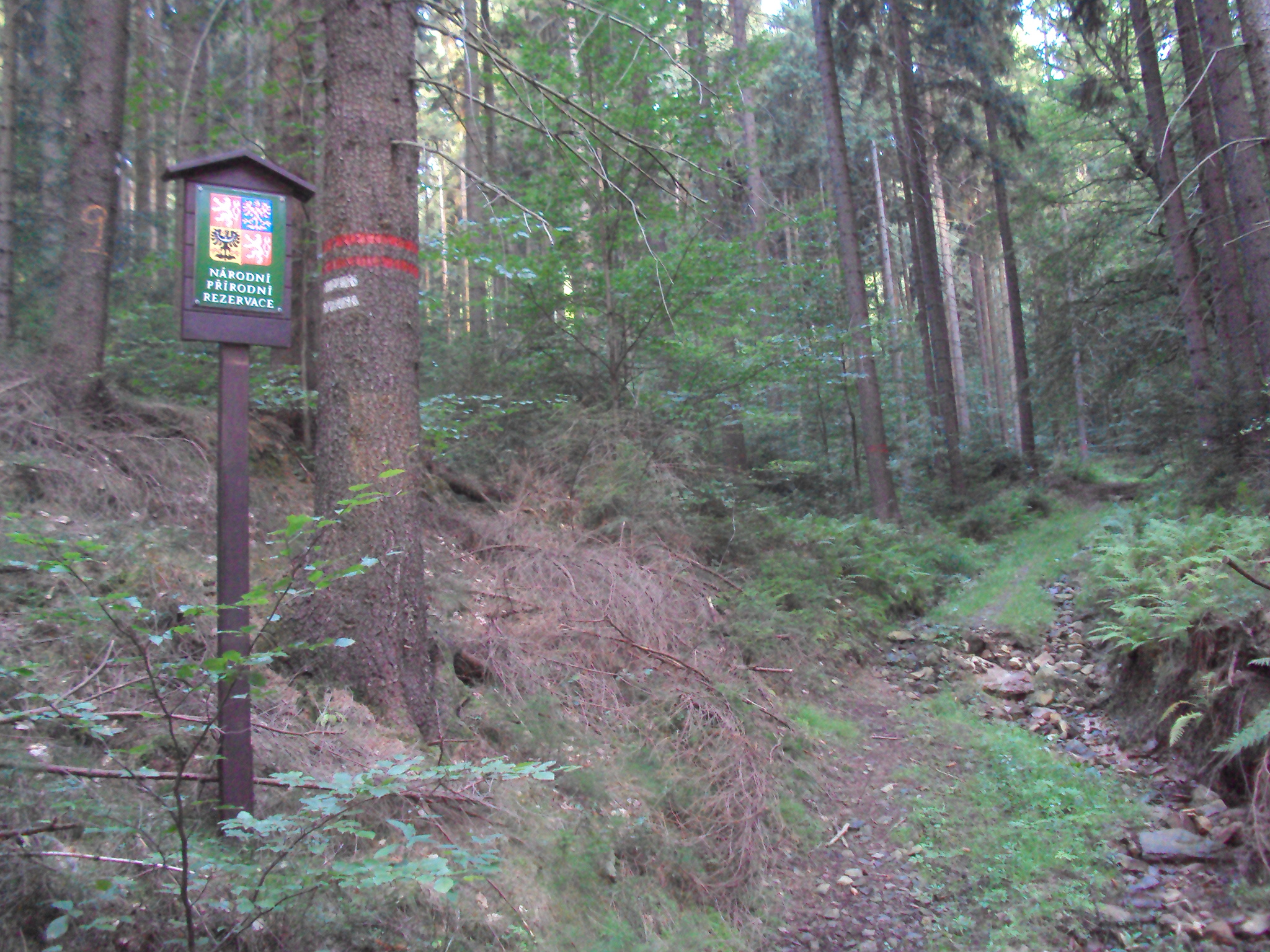
NPR Jezevčí vrch

### Národní přírodní památky NPP
- Panská skála – CHKO České středohoří, u Kamenického Šenova[1]
- Peklo (Robečský potok) – CHKO Kokořínsko, jižně od České Lípy
- Swamp – CHKO Kokořínsko, na březích Máchova jezera
- Jestřebské slatiny – CHKO Kokořínsko, jižně od České Lípy

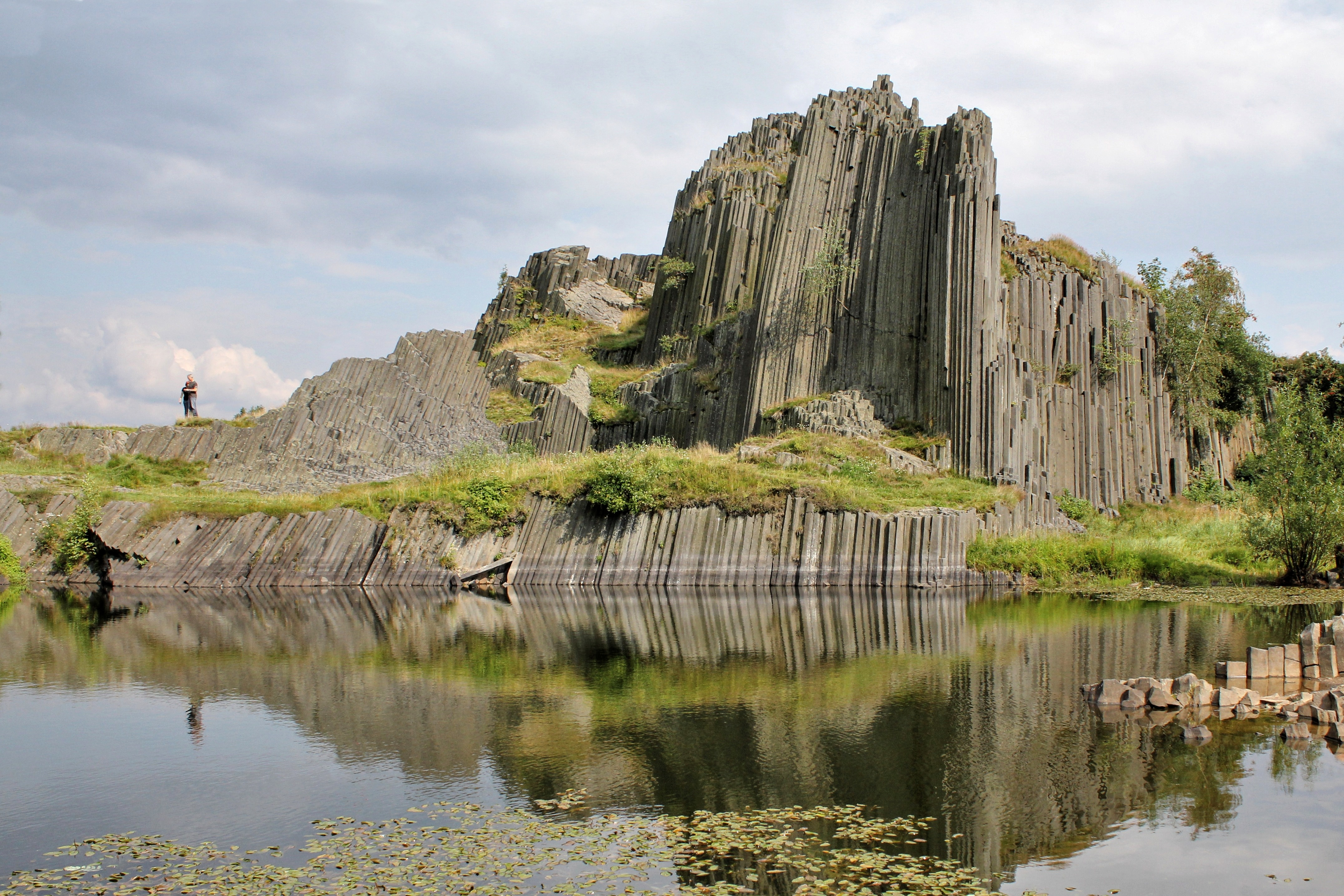
NPP Panská skála
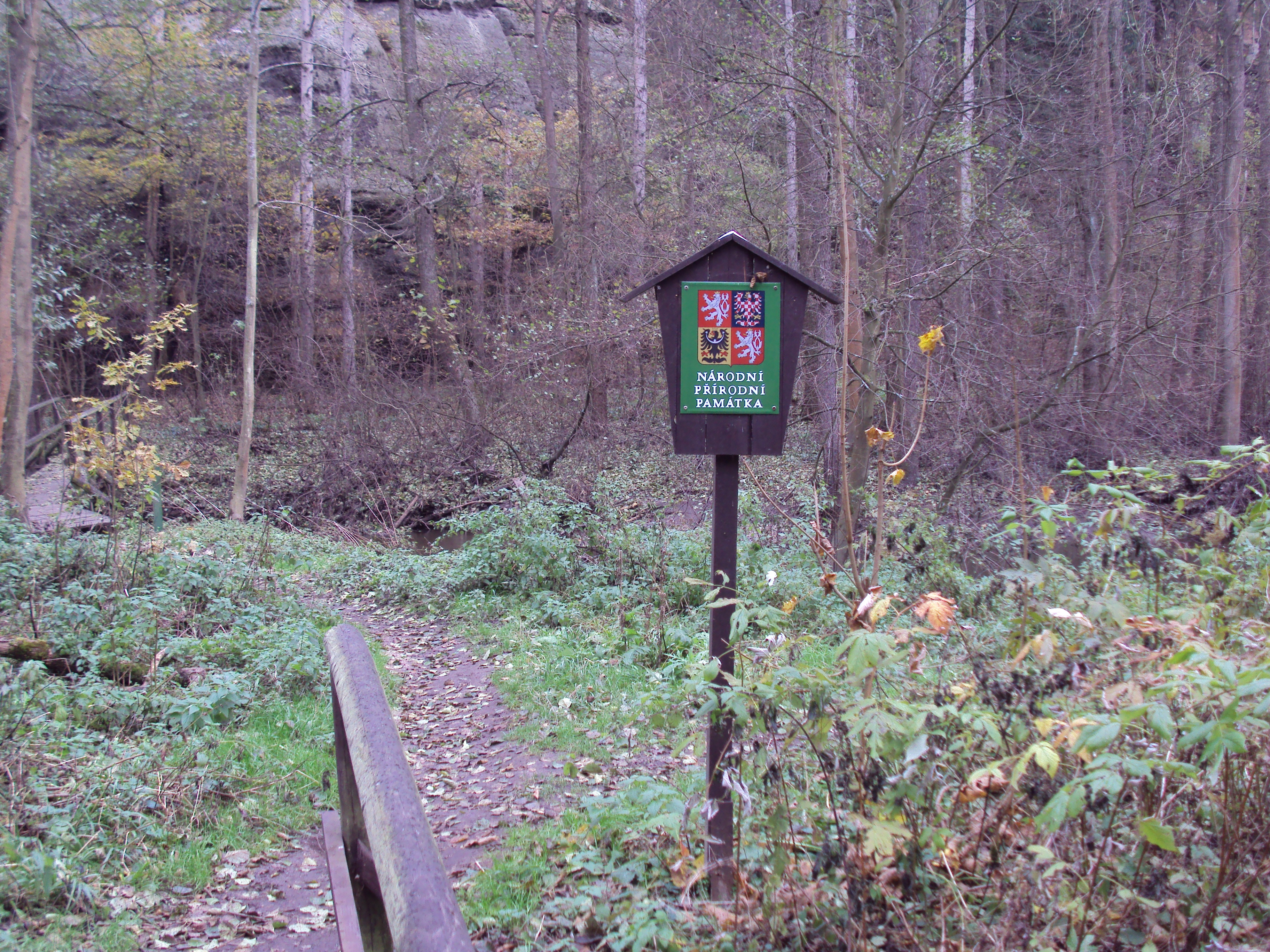
NPP Peklo
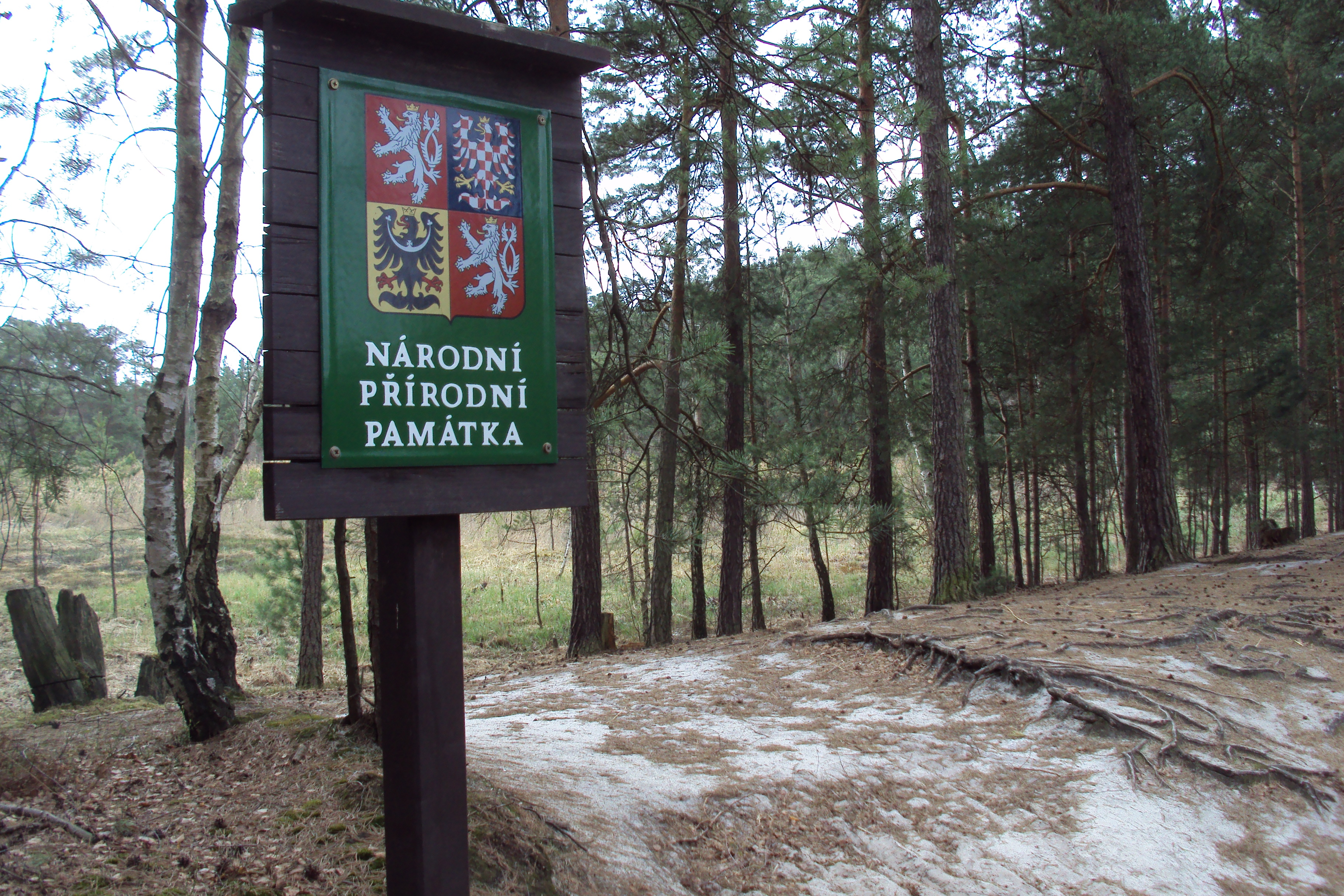
NPP Swamp
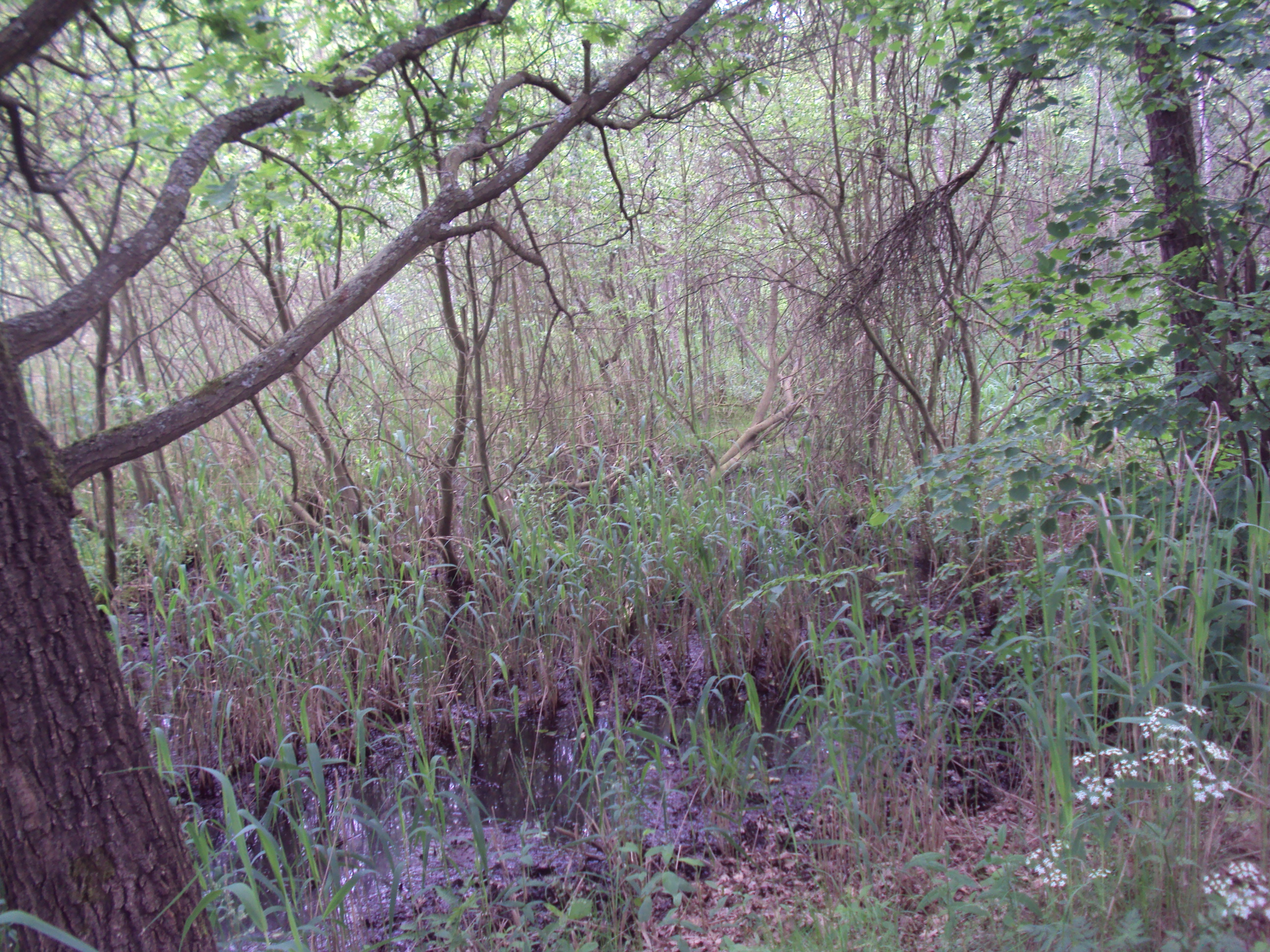
NPP Jestřebské slatiny

### Přírodní rezervace PR
- Klíč – CHKO Lužické hory, hora nad Novým Borem
- Ralsko (přírodní rezervace) – CHKO Kokořínsko, nejvyšší kopec Ralské pahorkatiny
- Hradčanské rybníky – CHKO Kokořínsko, jihovýchodně od České Lípy, vojenský prostor Ralska
- Vlhošť – CHKO Kokořínsko, hora jižně od České Lípy, severní část Kokořínska
- Kostelecké bory – CHKO Kokořínsko, poblíž Vlhoště
- Mokřady horní Liběchovky – CHKO Kokořínsko, přesahuje do okresu Mělník
- Kokořínský důl – CHKO Kokořínsko, převážně v okrese Mělník
- Jílovka, oblast Holanských rybníků
- Luž – CHKO Lužické hory, nejvyšší hora Lužických hor na hranicích s Německem

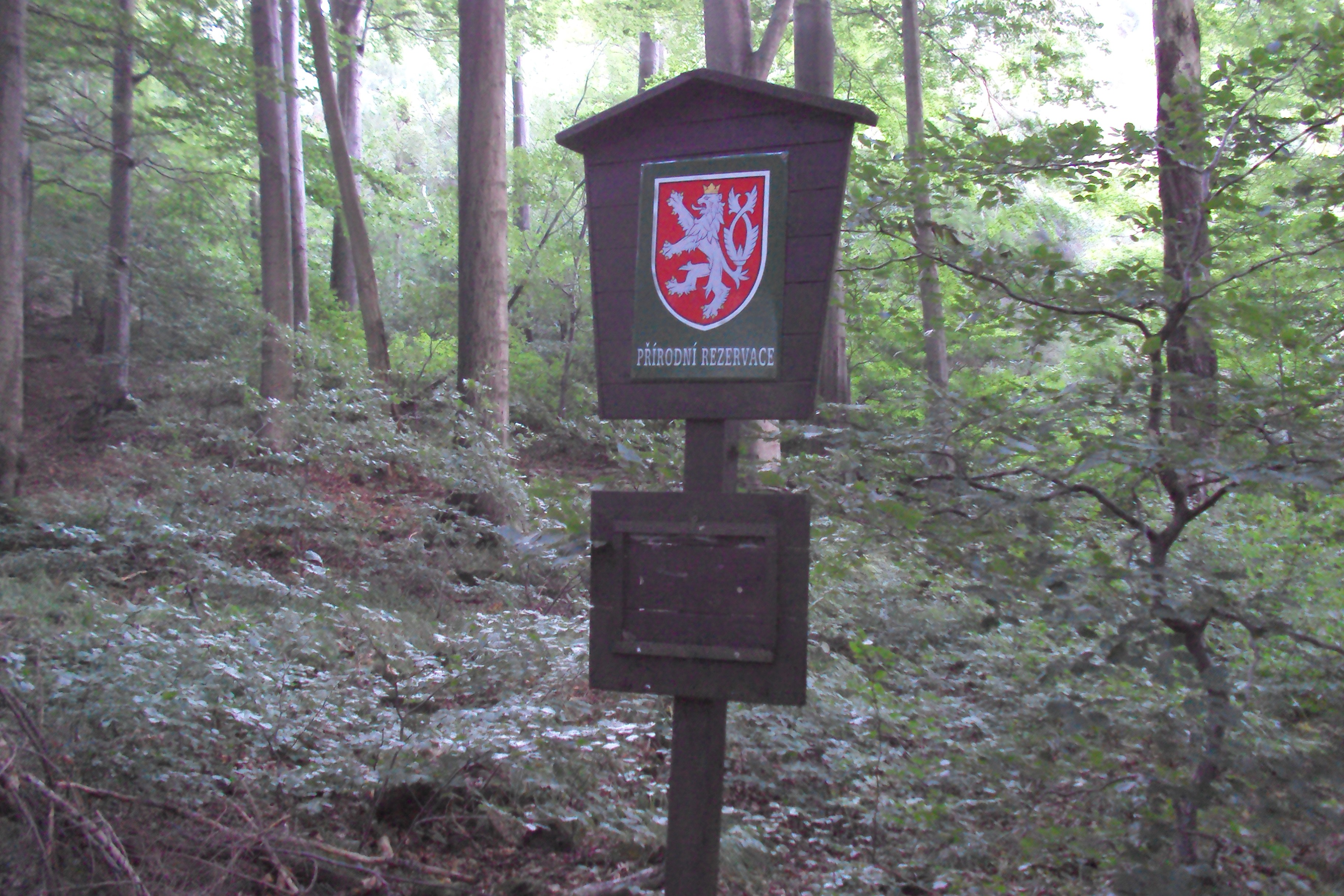
PR Klíč, hora
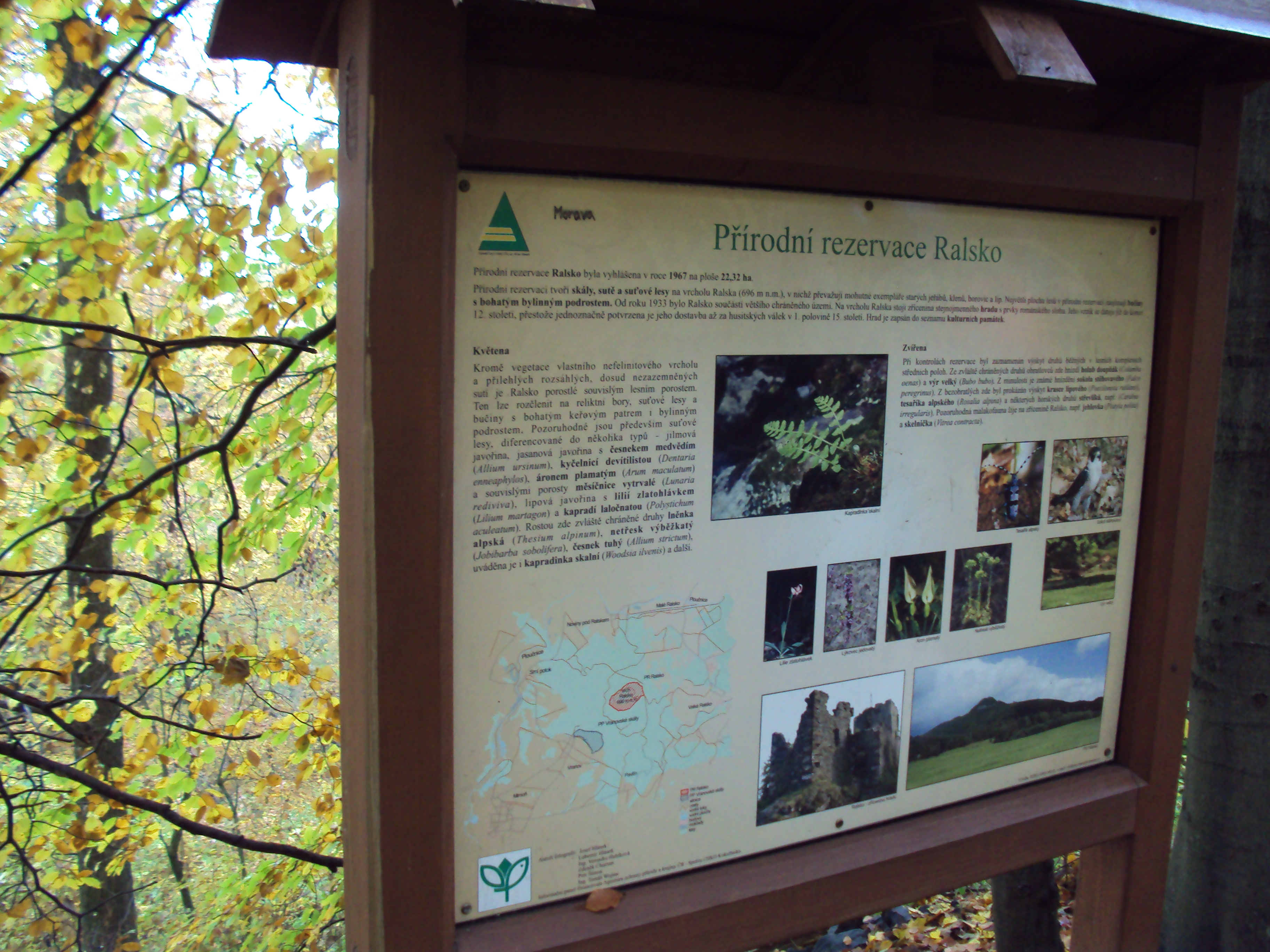
PR Ralsko, hora
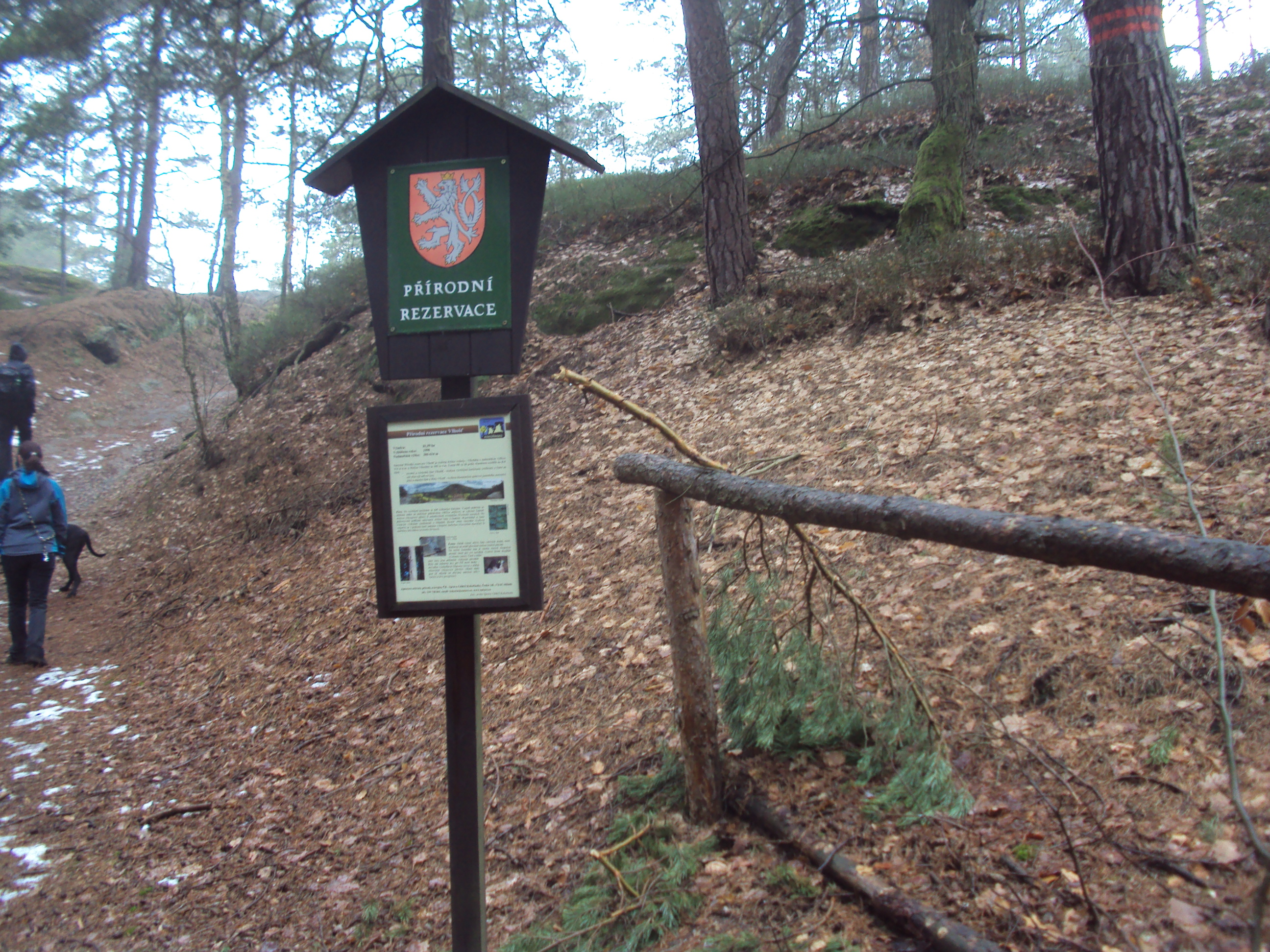
PR Vlhošť, hora
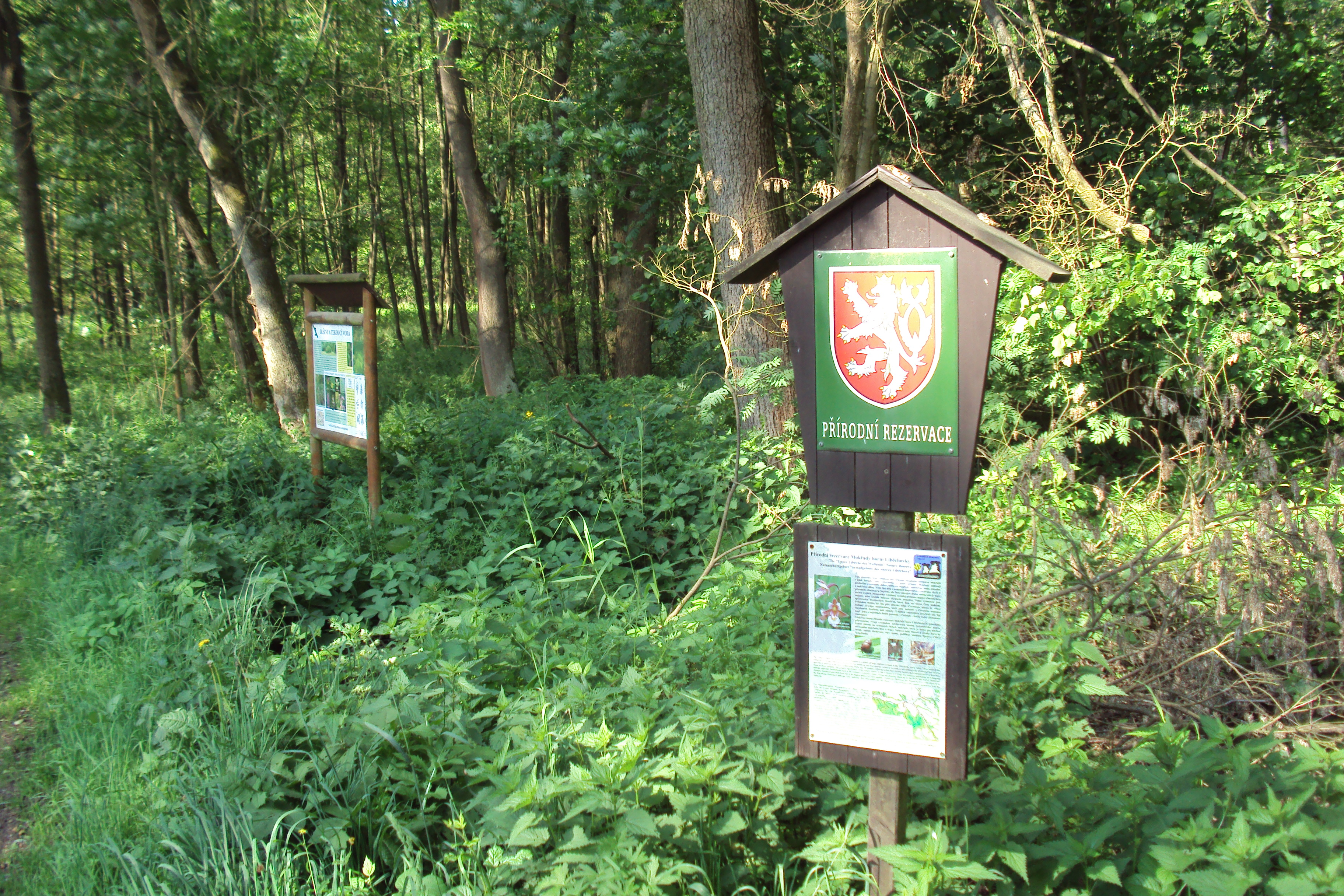
PR Mokřady horní Liběchovky
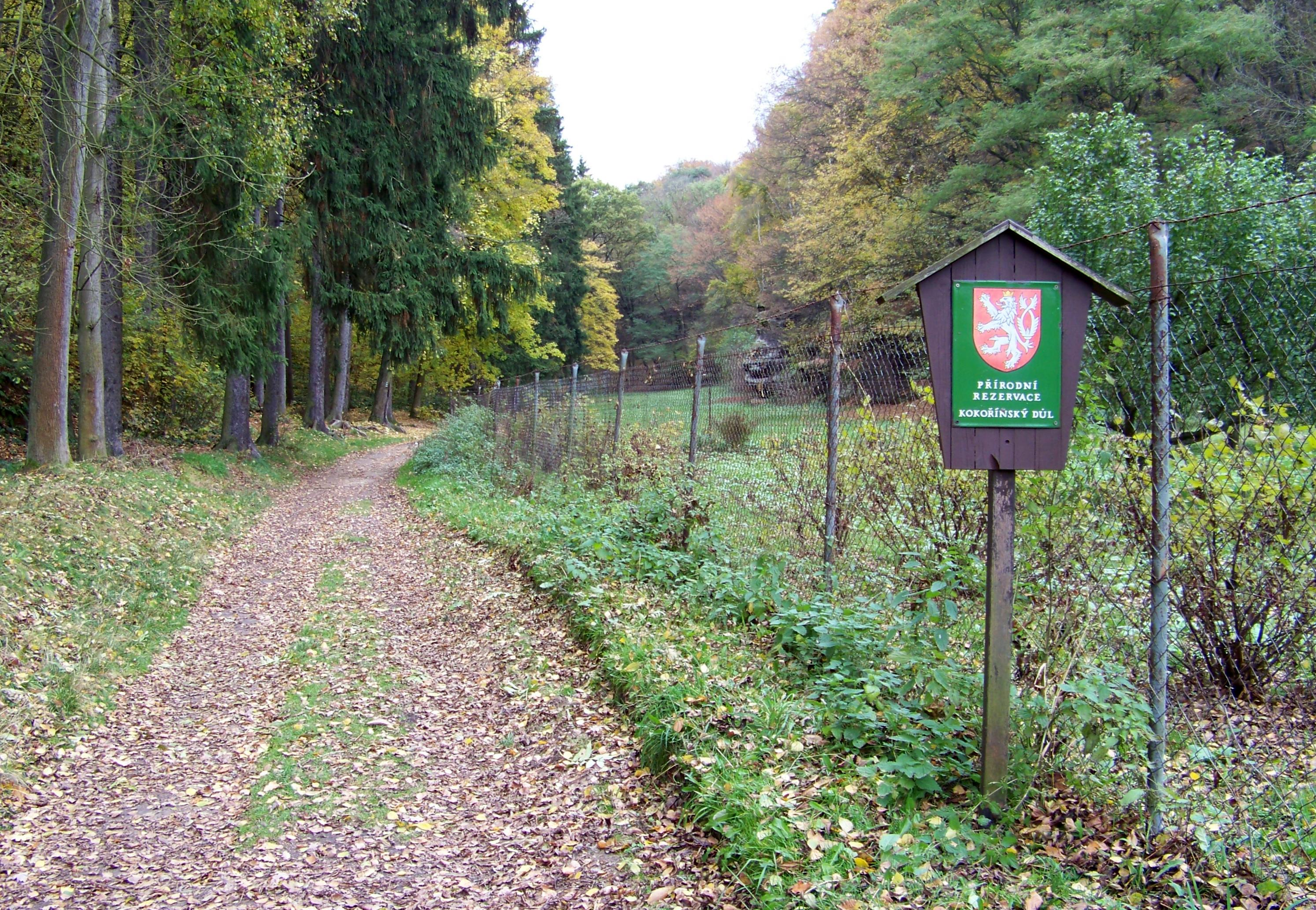
PR Kokořínský důl
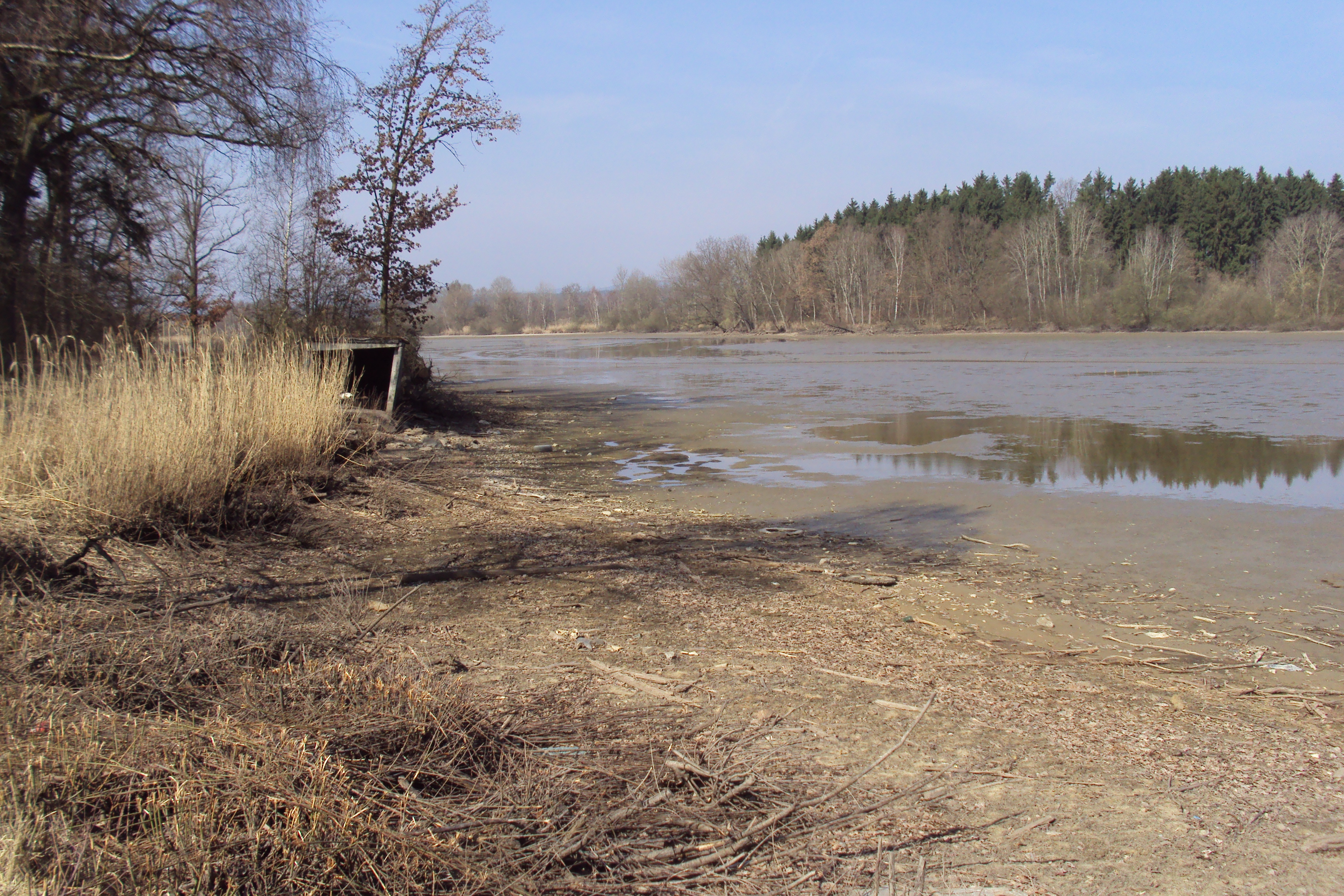
PR Jílovka (rybník)
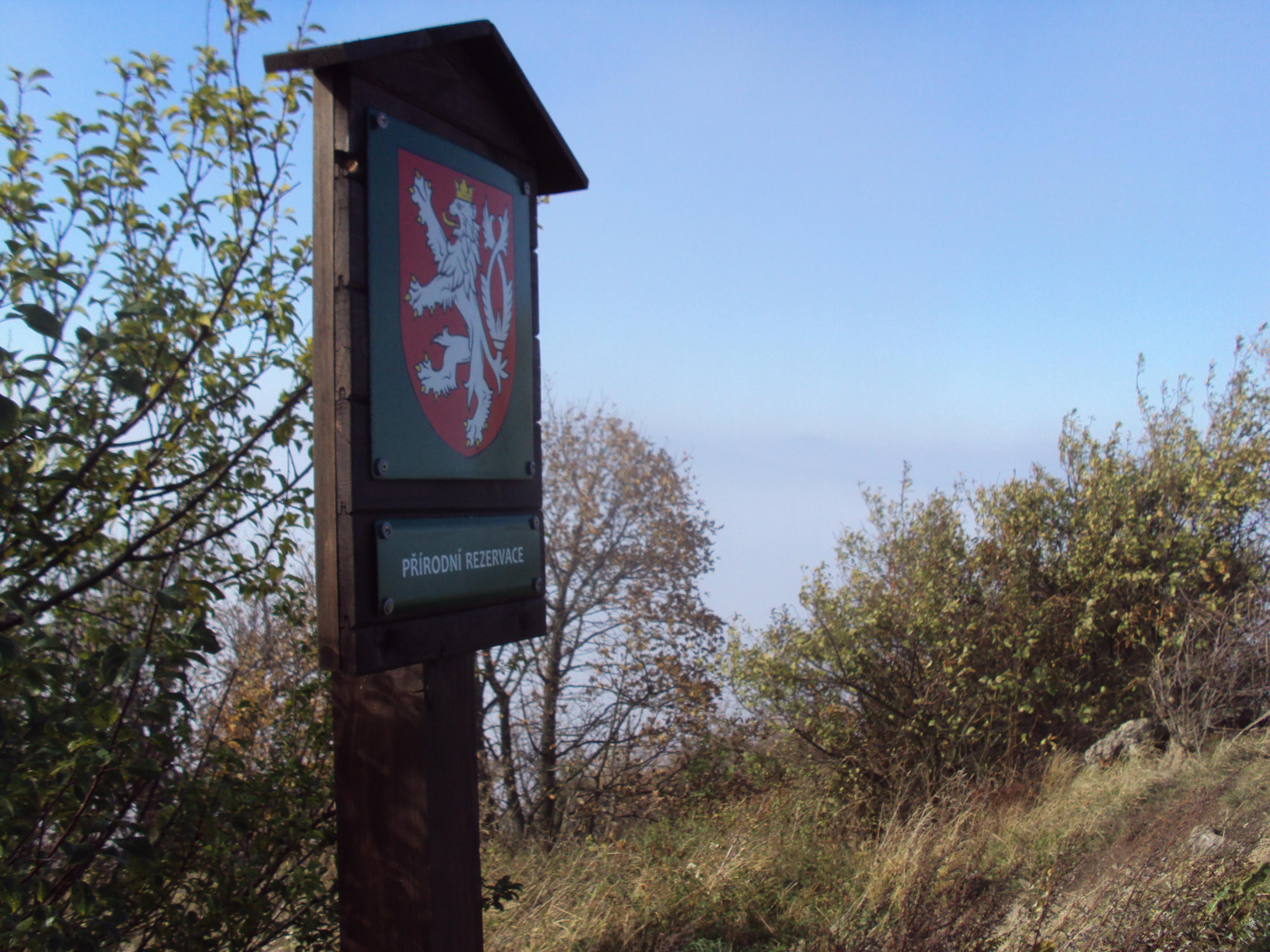
PR Luž, hora
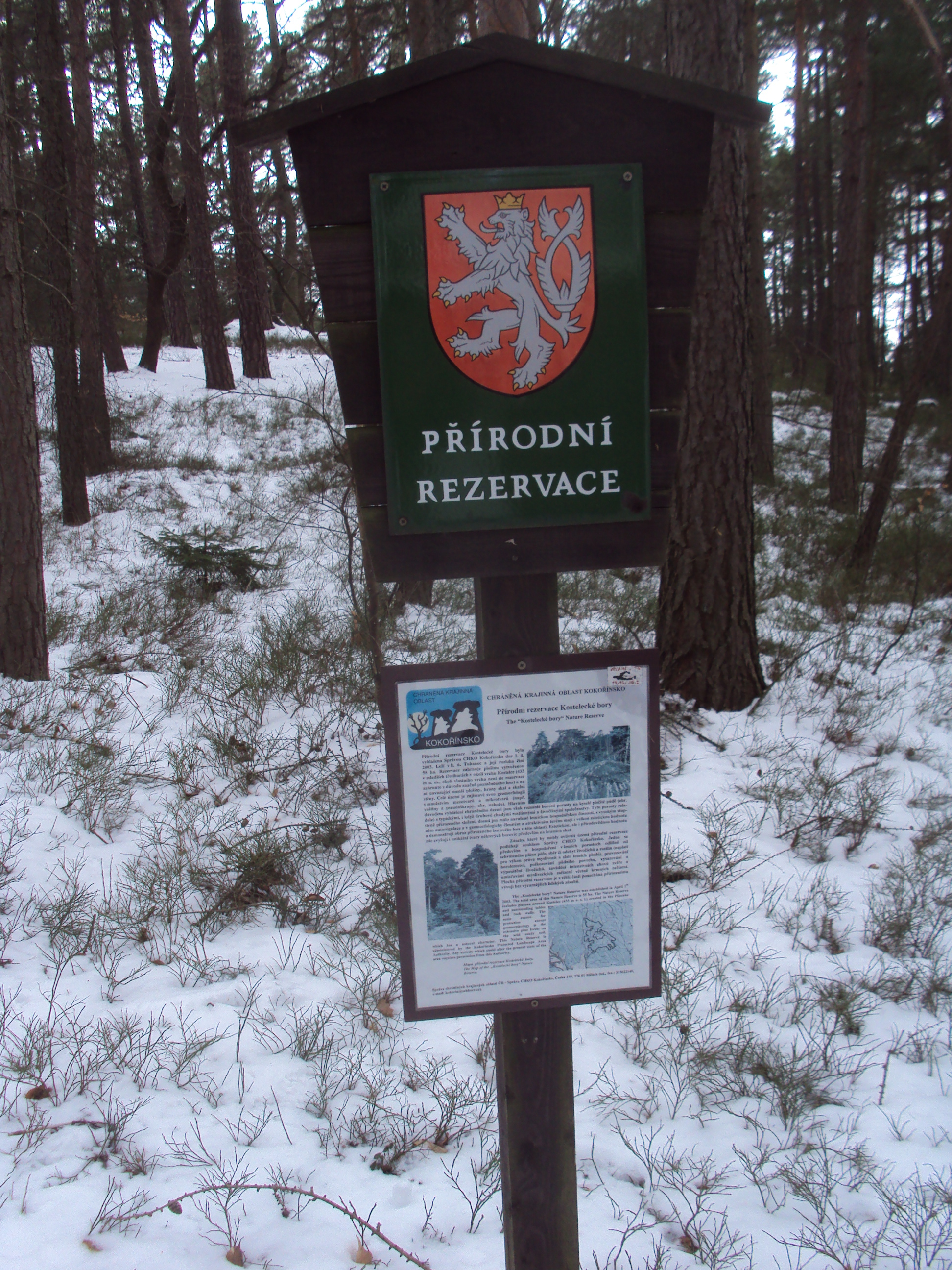
PR Kostelecké bory

### Přírodní památky
- Bobří soutěska – CHKO České středohoří, přesahuje do okresu Děčín
- Cihelenské rybníky, při západním okraji České Lípy
- Černý důl – CHKO Kokořínsko
- Česká Lípa – mokřad v nivě Šporky
- Deštenské pastviny – CHKO Kokořínsko
- Děvín a Ostrý
- Divadlo (přírodní památka)
- Dutý kámen – CHKO Lužické hory[1]
- Farská louka – CHKO České středohoří
- Husa (Kokořínsko) – CHKO Kokořínsko
- Kamenný vrch u Křenova – CHKO Kokořínsko
- Kaňon potoka Kolné
- Naděje – ledová jeskyně
- Jelení vrchy, původní název PP Malý a Velký Jelení vrch
- Manušické rybníky, západní okraj České Lípy
- Martinské stěny – CHKO Kokořínsko
- Meandry Ploučnice u Mimoně
- Niva Ploučnice u Žizníkova
- Okřešické louky – poblíž JV okraje České Lípy
- Osinalické bučiny – CHKO Kokořínsko
- Pod Hvězdou – CHKO Kokořínsko
- Prameny Pšovky – CHKO Kokořínsko
- Provodínské kameny
- Pustý zámek (přírodní památka) – CHKO Lužické hory
- Rašeliniště Černého rybníka
- Rašeliniště Mařeničky – CHKO Lužické hory
- Ronov (přírodní památka) – CHKO Kokořínsko
- Skalice u České Lípy
- Stohánek
- Stružnické rybníky
- Stříbrný vrch – CHKO Kokořínsko
- Široký kámen
- U Rozmoklé žáby – CHKO Lužické hory
- Vranovské skály – CHKO Kokořínsko
- Zahrádky u České Lípy

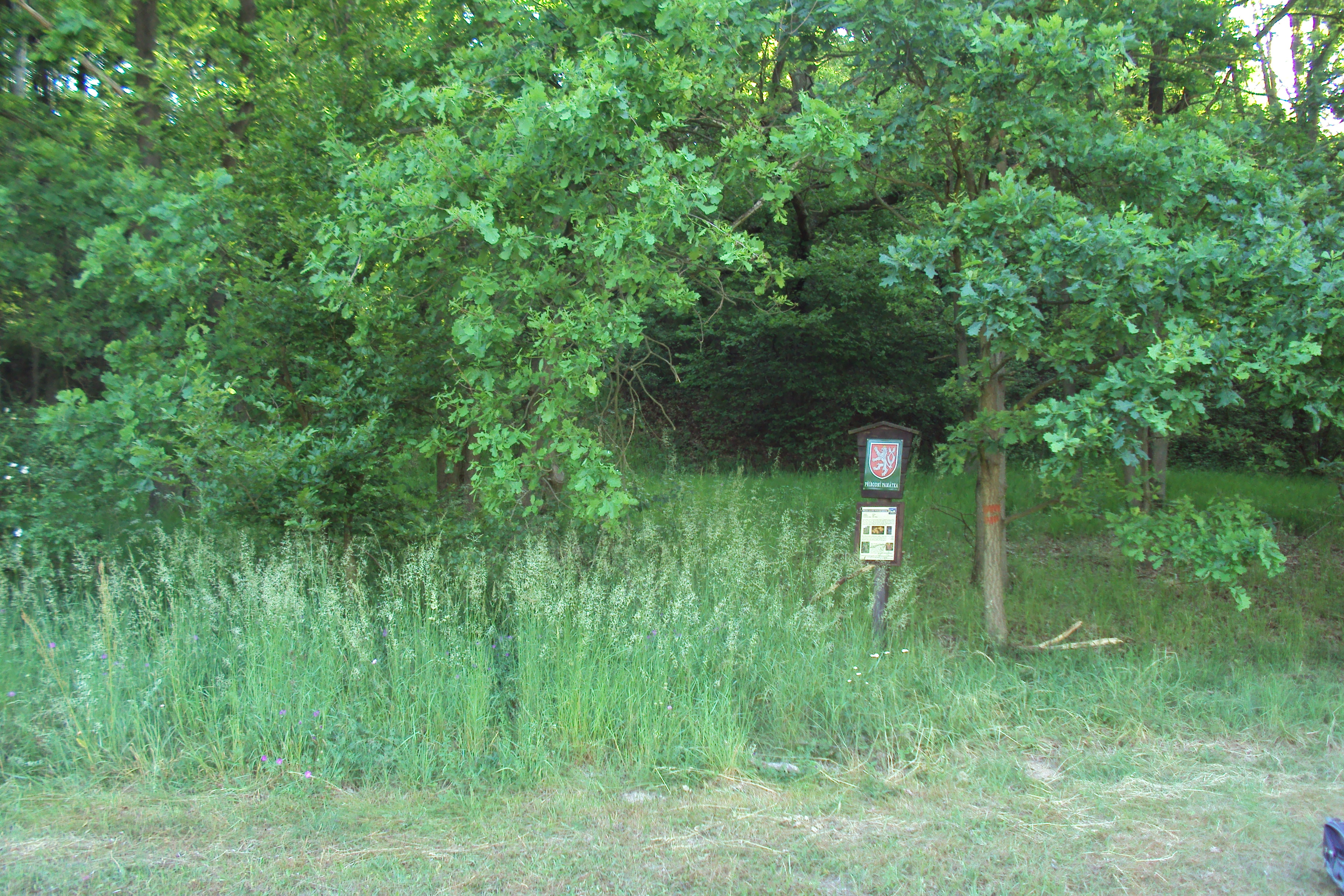
PP Deštenské pastviny
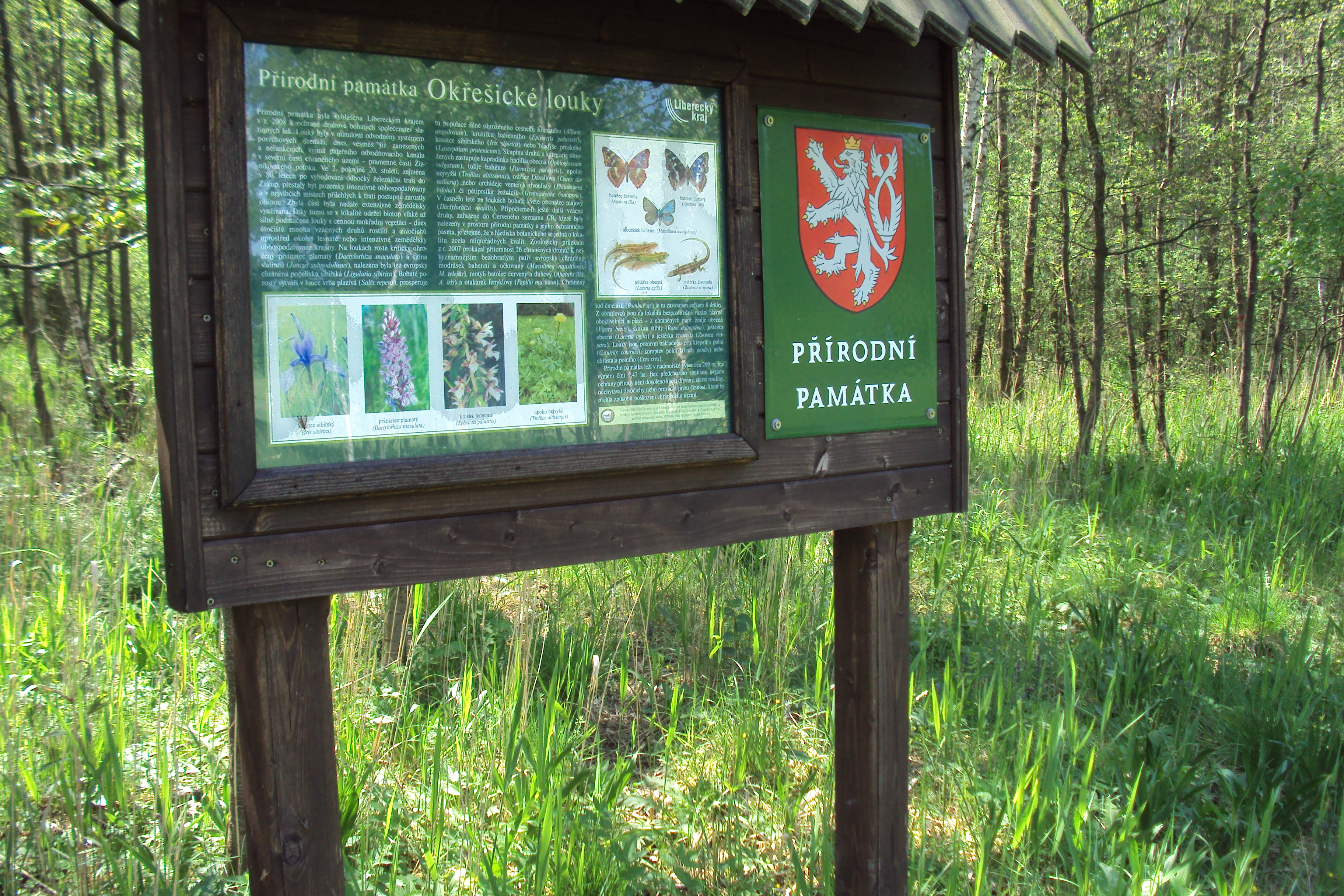
PP Okřešické louky
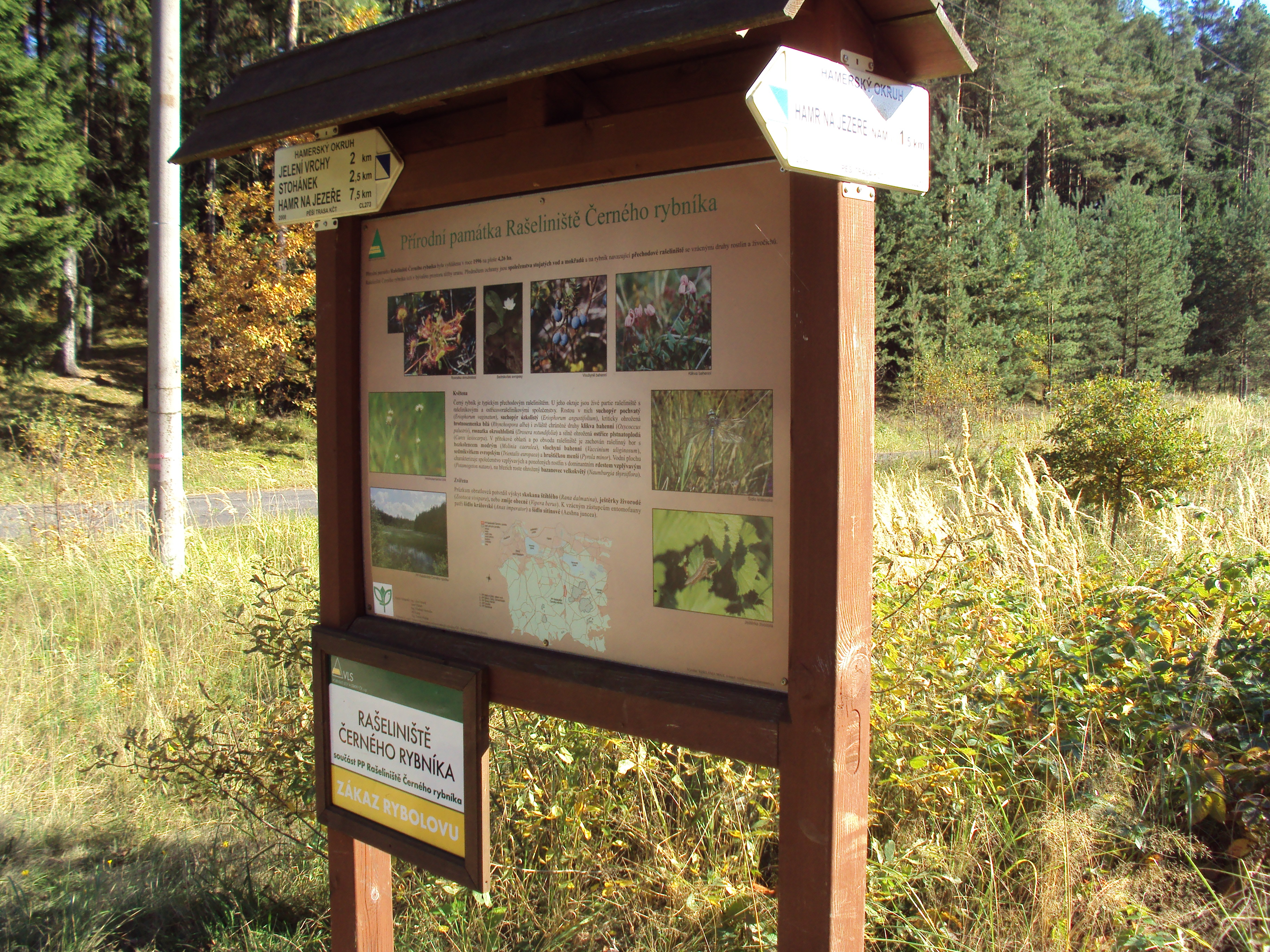
PP Rašeliniště Černého rybníka
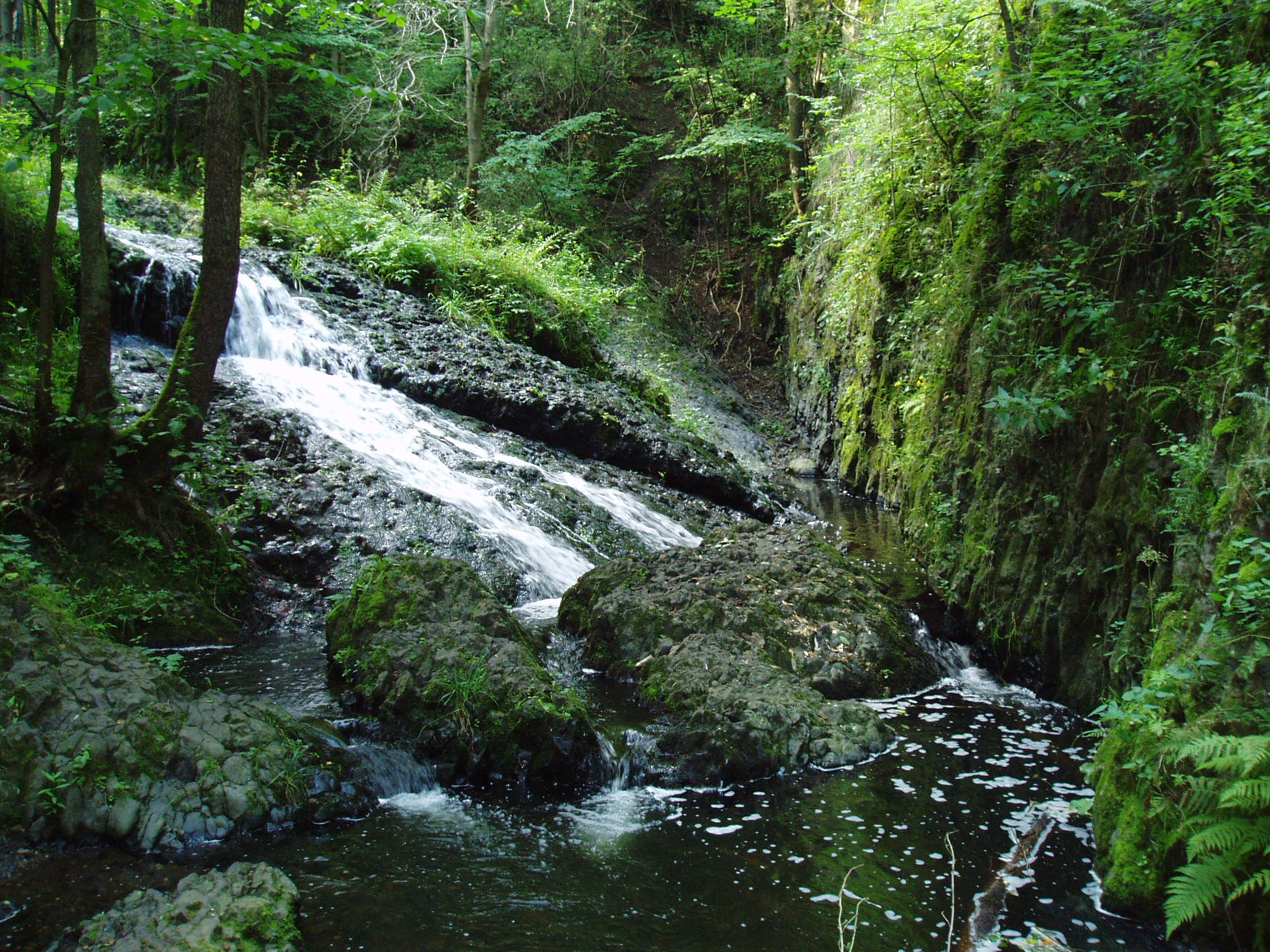
PP Bobří soutěska
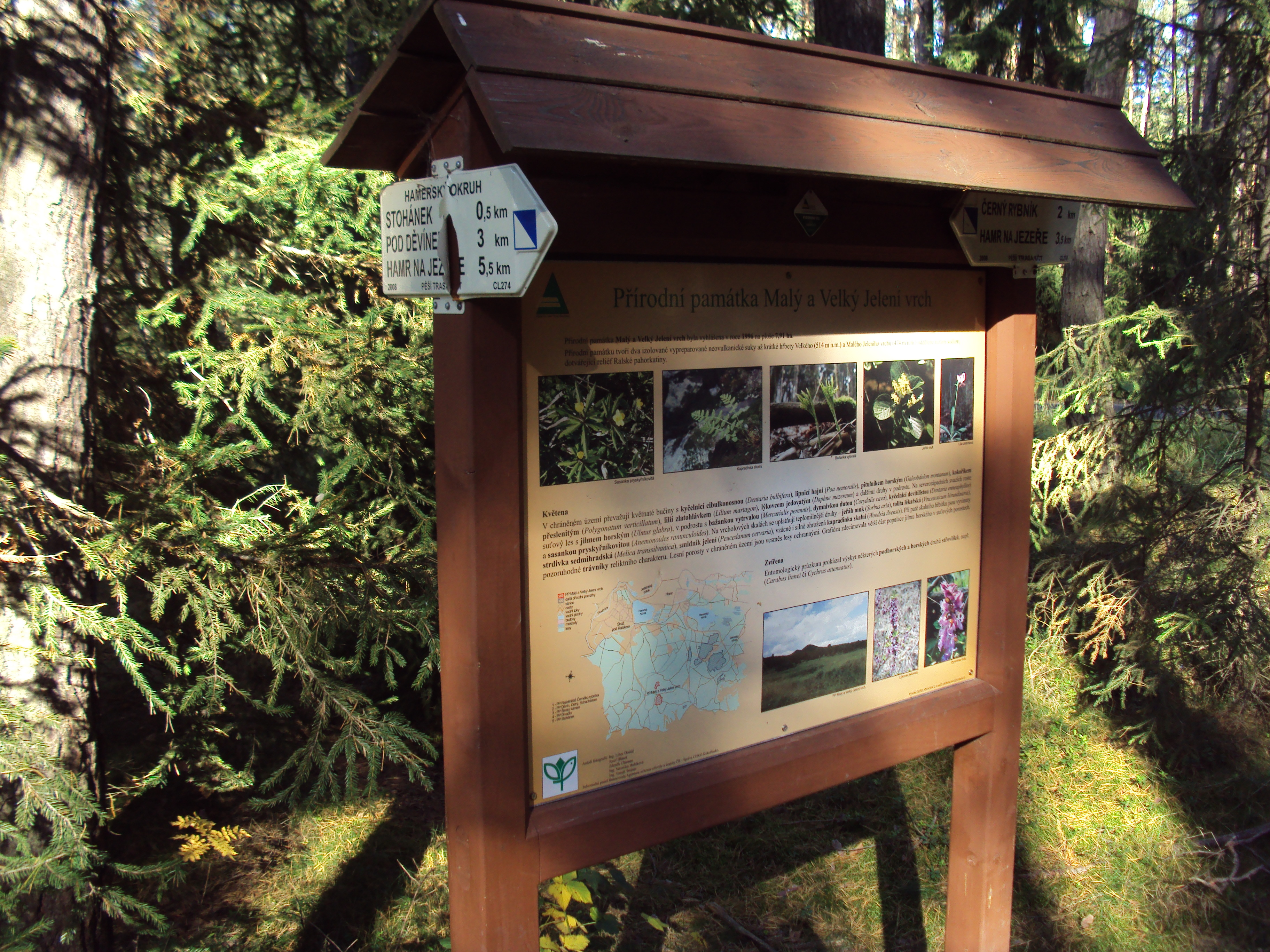
PP Jelení vrchy
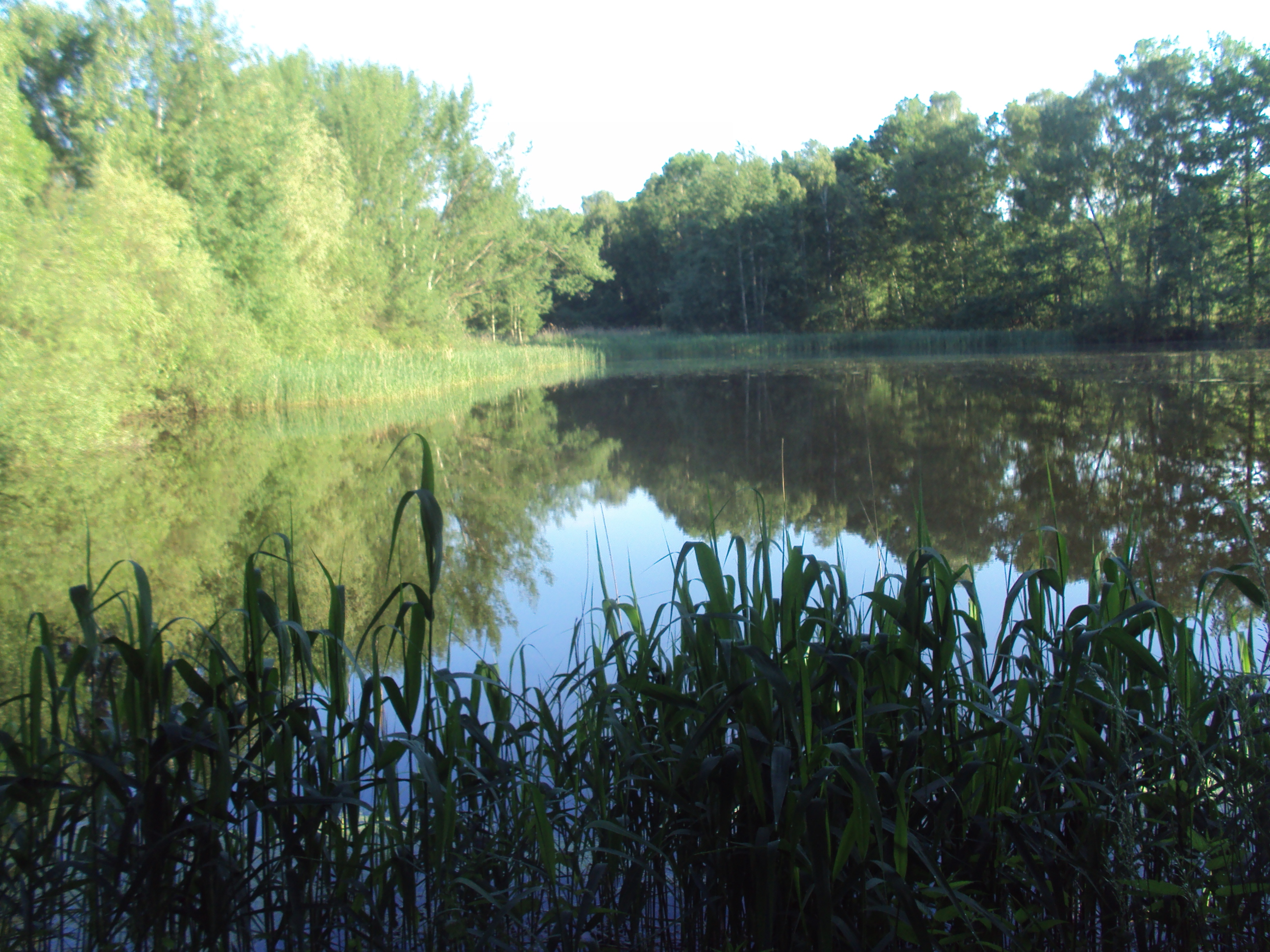
PP Manušické rybníky
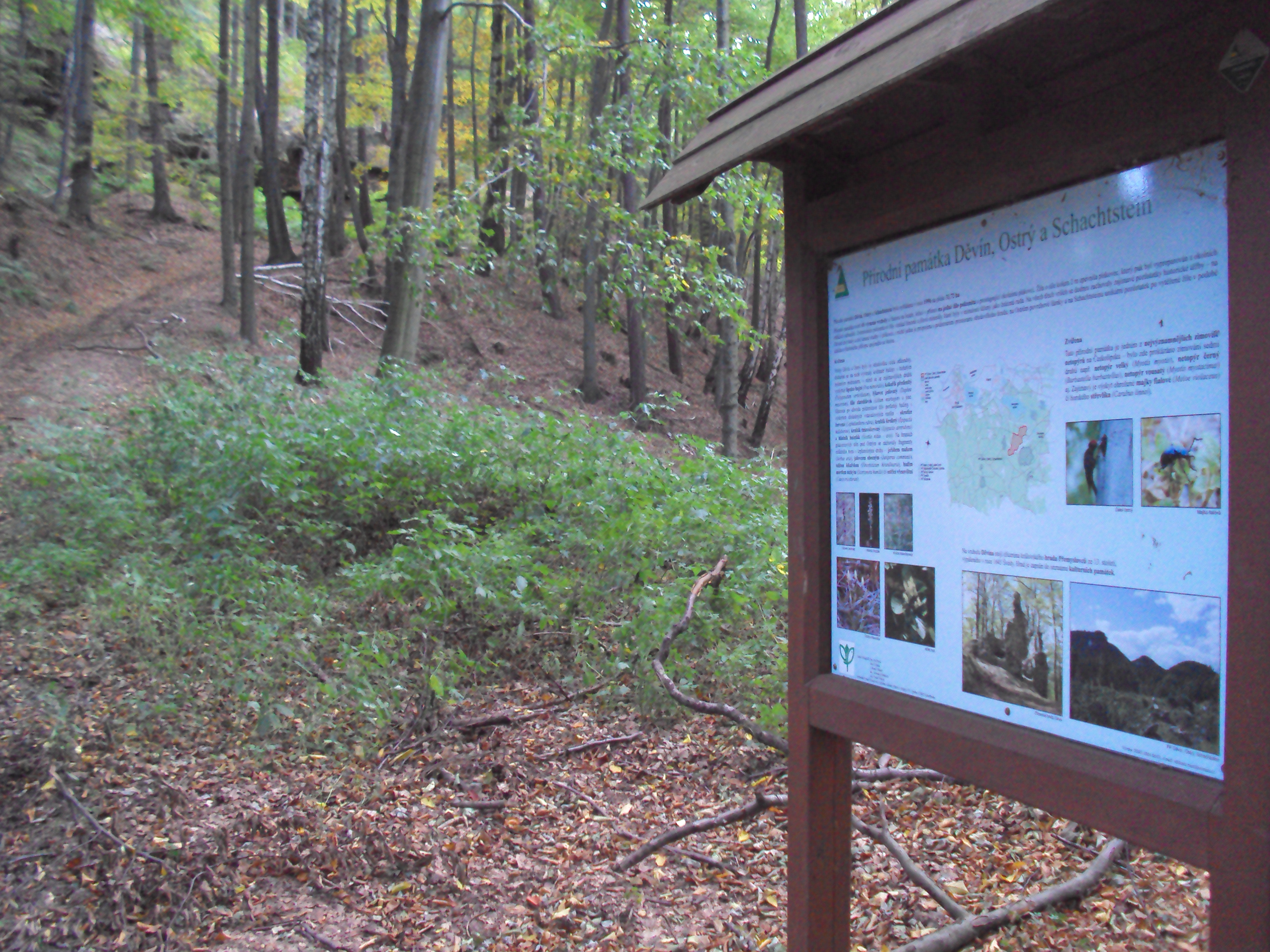
PP Děvín, Ostrý a Schachstein
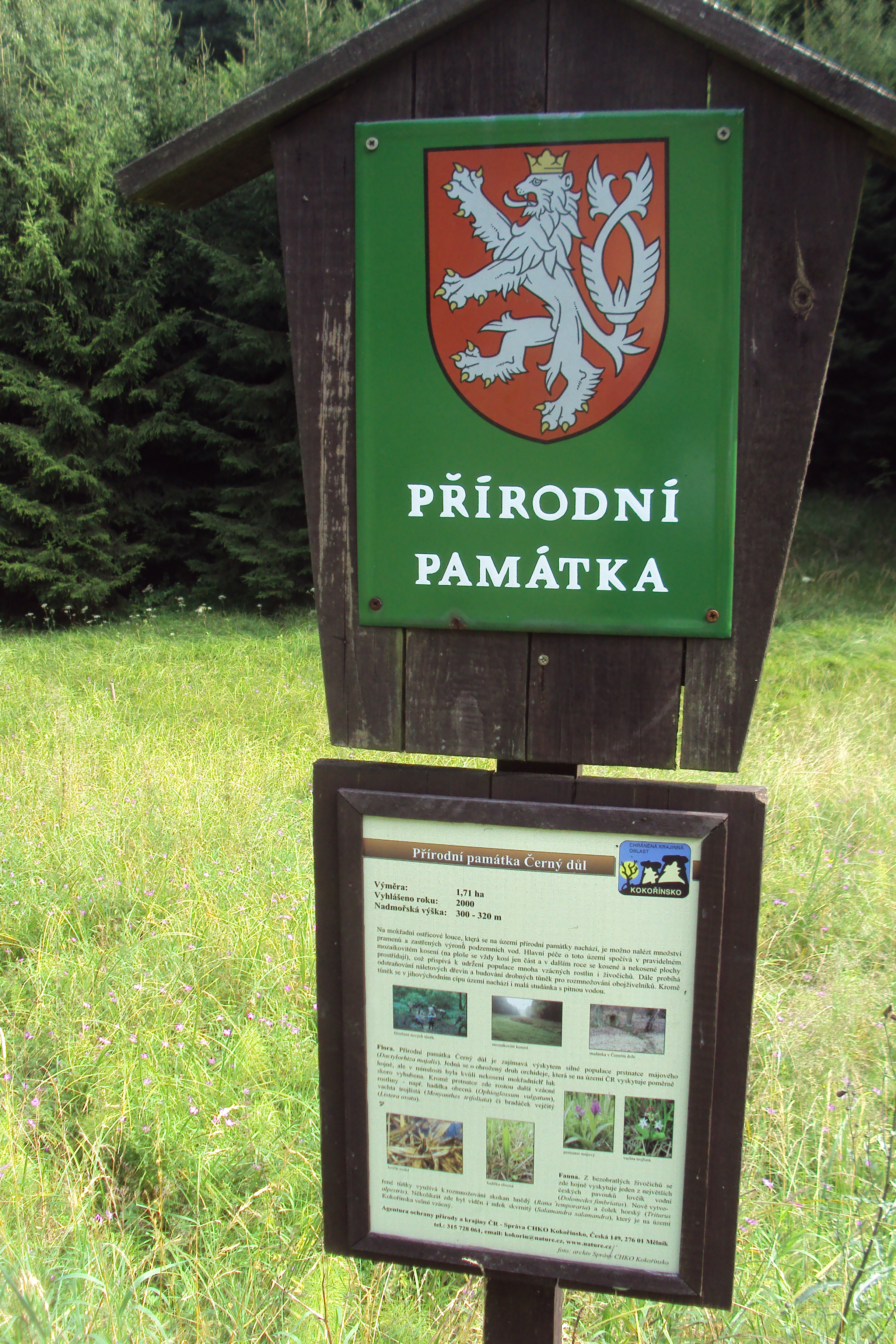
PP Černý důl

## Mokřady Ramsarské smlouvy
Na území českolipského okresu se nachází tři lokality, které byly zapsány do celosvětového soupisu významných mokřadů dle Ramsarské smlouvy.
- Novozámecký rybník, zároveň národní přírodní rezervace
- Břehyně – Pecopala, zároveň národní přírodní rezervace
- Mokřady Liběchovky a Pšovky, která zahrnuje dvě menší rezervace mokřadů

## Soustava Natura 2000
Evropské státy z Evropské unie vytváří soustavu chráněných území, Evropsky významných lokalit Natura 2000. Mnohá se týkají i území českolipského okresu (27x, z toho jedna ptačí) a z větší části jsou totožné či zahrnují již dříve vytvořená maloplošná chráněná území.

### Ptačí oblasti
Z 41 ptačích oblastí v Česku (stav roku 2012) je zde jedna:
- Ptačí oblast Českolipsko – Dokeské pískovce a mokřady , vyhlášena roku 2004 a vedena pod e. č. 2281

### Evropsky významné lokality
- Binov – Bobří soutěska
- Cihelenské rybníky
- Červený rybník
- Česká Lípa – mokřad v nivě Šporky
- Doksy – zámek
- Dolní Ploučnice
- Horní Kamenice
- Horní Ploučnice
- Janovické rybníky
- Jestřebsko – Dokesko
- Jezevčí vrch
- Klíč
- Kokořínsko
- Lužickohorské bučiny
- Manušické rybníky
- Poselský a Mariánský rybník
- Prácheň – Zicht
- Ralsko
- Ronov – Vlhošť
- Roverské skály
- Skalice u České Lípy
- Slatinné vrchy
- Stružnické rybníky
- Suchý vrch – Naděje
- Svitava
- Velký a Malý Bezděz
- Zahrádky

## Památné stromy
Na území okresu bylo roku 2002 takto označeno 76 stromů a alejí, např. lípy v Brništi, České Lípě, na katastrech Luhov, Jabloneček, Doksy, dále letní dub u Markvartic, trojice borovic limby poblíž Doks, platan javorolistý u Dřevčic, bílý morušovník v Holanech a horský jilm v obci Hradčany.